# Човекът, който застреля Либърти Валънс
„Човекът, който застреля Либърти Валънс“ (на английски: The Man Who Shot Liberty Valance) е драма уестърн на режисьора Джон Форд, който излиза на екран през 1962 година, с участието на Джон Уейн, Джеймс Стюарт и Вера Майлс в главните роли.

## Сюжет
Рансъм Стодард е млад идеалистичен адвокат, който пристига в малкото градче Шинбоун в Дивия Запад. Тук той се изправя срещу местния престъпник Либърти Валънс. От страната на адвоката е каубоят и стрелец Том Донифон. След няколко сблъсъка между Стодард и Валънс се уговаря и провежда дуел, на който Либърти Валънс е убит. Стодард се превръща в основен претендент на местните за сенатор и е избран. Години по-късно Стодард се завръща в градчето за погребението на Донифон, той разказва на местните репортери истината за историята, кой всъщност е застрелял Либърти Валънс. За репортерите обаче митът е по-скъп от истината: „Това е Западът. Когато една легенда стане факт, ние избираме легенда“, заявява един от тях на обезсърчения сенатор.

## В ролите
| Актьор          | Роля                   |
| --------------- | ---------------------- |
| Джон Уейн       | Том Донифон            |
| Джеймс Стюарт   | Рамсъм Стодарт         |
| Вера Майлс      | Хали Стодард           |
| Лий Марвин      | Либърти Валънс         |
| Едмънд О'Брайън | Дътън Пийбоди          |
| Анди Дивайн     | Линк Апълярд           |
| Кен Мъри        | Док Уилоуби            |
| Джон Карадайн   | майор Касиус Старбъкъл |
| Джанет Нолан    | Нора Ериксън           |
| Джон Куелън     | Питър Ериксън          |
| Уилис Бучи      | Джейсън Тъли, водещ    |
| Карлтън Йънг    | Максуел Скот           |
| Уди Строуд      | Помпей                 |
| Денвър Пайл     | Еймъс Карутърс         |
| Стродър Мартин  | Флойд                  |
| Лий Ван Клийф   | Рийз                   |

## Награди и Номинации
- 1963 - Награда Лоръл - Джон Уейн за най-добро изпълнение в екшън филм,
- 1963 - Награда Западното наследство - за най-добър игрален филм.
- 1963 - Номиниран - Оскар за най-добър дизайн на костюми (черно-бял) - Едит Хед, един от малкото уестърни някога номиниран в тази категория. [2]

Филмът е номиниран от Американския филмов институт в някои категории както следва:
- номиниран - АФИ 10-те топ 10 – Уестърн [3]
- номиниран - 100 години Американски филмов институт... 100 герои и злодеи – Том Донифон за герой [4]
- номиниран - 100 години Американски филмов институт... 100 филмови цитата – Максуел Скот: „Това е Западът, сър. Когато легендата стане факт, отпечатайте легендата.“ [5]

- През 2007 година, филмът е избран като културно наследство за опазване в Националния филмов регистър към Библиотеката на Конгреса на САЩ.